# That Day, on the Beach
Pour plus de détails, voir Fiche technique et Distribution.
That Day, on the Beach (chinois : 海灘的一天, pinyin : Hǎitān de yītiān) est un film taïwanais réalisé par Edward Yang, sorti en 1983.

## Synopsis
Deux amies qui ne se sont pas vues depuis de nombreuses années se retrouvent à Taipei. L'une qui est devenue une pianiste de renom rentre d'Europe, l'autre démarre une nouvelle affaire.

## Fiche technique
- Titre : That Day, on the Beach
- Titre original : 海灘的一天 (Hǎitān de yītiān)
- Réalisation : Edward Yang
- Scénario : Edward Yang et Wu Nien-jen
- Photographie : Christopher Doyle
- Pays d'origine : Taïwan
- Format : Couleurs
- Genre : Drame
- Durée : 159 minutes
- Date de sortie : 1983

## Distribution
- Sylvia Chang : Jiali
- Terry Hu : Tan Weiqing
- David Mao : Cheng Dewei (as Xuewei Mao)

À noter que Hou Hsiao-hsien tient également le rôle mineur d'un employé de bureau.